# Rodrigo Uría González
Rodrigo Uría González (Oviedo, Astúries, 1906 - Madrid, 2001) fou un advocat espanyol, una de les majors autoritats sobre el dret mercantil.

## Biografia
Nascut el 26 de novembre de 1906 a Oviedo va llicenciar-se en Dret a la Universitat d'Oviedo realitzant el doctorat a la Universitat Central de Madrid. Gràcies a una beca va ampliar els seus estudis sobre Dret mercantil a Alemanya i Itàlia entre 1931 i 1935.
Al seu retorn a Espanya es dedicà a la docència, primer com a professor auxiliar i el 1943 com a catedràtic de dret mercantil a la Universitat de Salamanca. El 1952 aconseguí la càtedra a la nova Facultat de Ciències Polítiques i Econòmiques de la Universitat Complutense de Madrid, càrrec que exercí fins al 1976, any de la seva jubilació.
Vocal de la Comissió General de Codificació i conseller del Banc d'Espanya, fou vicepresident de l'Associació Internacional de Dret d'Assegurances. D'entre les múltiples comissions legislatives que va formar part, i dels innombrables treballs i ponències que va desenvolupar dintre d'aquestes, cal destacar l'"Avantprojecte de Reforma de la Societat Anònima", del que va ser coautor.
El 1990 fou guardonat amb el Premi Príncep d'Astúries de Ciències Socials per la seva perseverança i exemplar magisteri universitari en la formació de diverses generacions de juristes i economistes, per la seva contribució permanent a la renovació del Dret Privat i dels estudis jurídic-mercantils i la seva fecunda obra científica, àmpliament reconeguda a Europa i a la comunitat Iberoamericana, que resumeixen una vida dedicada al servei del Dret i la Justícia.
Morí a Madrid el 17 de setembre de 2001 a conseqüència d'una llarga malaltia.